# 国際貿易機関
国際貿易機関（こくさいぼうえききかん、英: International Trade Organization、略称：ITO）は、自由貿易促進を主たる目的として創設されようとした国際機関である。そのための条約が作成されたが、各国の批准が得られず発足しなかった。

## 概要
1944年のブレトン・ウッズ会議は、国際通貨基金 (IMF) と世界銀行を補完する、貿易のための国際組織（後に、国際貿易機関（International Trade Organization, ITO）として提案された）の必要性を認識した。ブレトン・ウッズ会議に出席したのが貿易省代表でなく財務省代表のみであったためであろうが、同会議では貿易関連の協定交渉はなされなかった。
1945年12月初頭、米国は戦時同盟諸国を招き、商品貿易に掛かる関税を相互に引き下げる多国間協定の締結交渉に入った。1945年7月に米国議会は、1934年互恵通商協定法の延長法を採択し、こうした協定の交渉・締結に関する権限を1948年6月11日までの期限付きでハリー・S・トルーマン大統領に付与した。米国の提唱により、国連経済社会理事会は1946年2月、国際貿易機関 (ITO) の憲章起草会議を呼び掛ける決議を採択した 。
準備委員会は1946年2月に設立され、1946年10月に、国際貿易憲章(ITO憲章)について検討する初の会合をロンドンにて開催した。作業は1947年4月から11月まで続いた。同じ頃、関税及び貿易に関する一般協定 (GATT) の交渉がジュネーヴで進められ、1947年10月に合意に達した。1947年10月30日、GATT交渉をしていた23か国中8か国は、「関税及び貿易に関する一般協定の暫定適用に関する議定書」に署名した。残りの15カ国中チリを除く14カ国は暫定適用に関する議定書に定める期限である1948年6月30日までに議定書に署名した。チリは期限内に署名しなかったため別途、加入議定書によりGATTの締約国になった。
1948年3月24日、ITO憲章に関する交渉がハバナにて無事終了し、国際連合貿易雇用会議により採択された。同憲章はITO設立のために策定され、国際貿易その他の国際経済に関する基本原則を設定した。しかしITO憲章が発効することはなかった。幾度も米国議会に提出されたにもかかわらず、承認されなかったためである。新組織に対する主な議論は、国内経済問題に関するものであった。トルーマン大統領は1950年12月6日、これ以上ITO憲章の議会承認を求めない旨を発表した。 
国際連合貿易雇用会議は、ITO憲章の採択と同時にITO発足までの準備を行う中間委員会（暫定委員会とも訳される）（Interim Commission）を設置する決議を採択した。中間委員会は、18カ国で構成する執行委員会を設置（決議第1項）し、中間委員会の権限は執行委員会が行使するとされ、更に中間委員会は書記局長（Executive Secretary）を選任する（決議第3項）とされた。中間委員会は、ITO憲章が発効しないことになったため実質的に存在意義がなくなった。しかし事務局をもたなかった「GATT 1947」は、その第2回締約国会議（1948年9月）において、ガットの締約国団とITOの中間委員会（ICITO)と取決めを結び、ITOICの書記局長はガット締約団に必要なサービスを提供（ICITOの執行委員会は書記局長に全権を付与）するとされ、ガットの事務局長はITOICの書記局長が勤めることになった。そのため、ガットの事務局長の選任の直前に、ICITOの執行委員会が開催され、ICITOの書記局長としての選出を行っていた。1995年は、WTOとGATT　1947が並存したため、1995年4月にWTO事務局長に選任されたレナート・ルジェロ（Renato Ruggiero）は、ガットの事務局長を兼ねることになり、そのため1995年4月11日のITCの執行委員会でICITO書記局長としての選出を受けている。ITCの執行委員会は、その後も残務整理のため開催され、最後の開催は1998年10月16日であった。
貿易のための国際組織が存在しないため、各国は1950年代初頭以来、貿易に関する唯一の既存多国間国際組織たる「GATT 1947」によって、貿易関連諸問題を処理するようになった。この結果、GATTは長年にわたり、事実上の国際組織へと「己を改革」してきた。GATTはITOが発効するまでの数年間だけ適用されるはずだった。しかしITOが実現しなかったため、GATTは次第に貿易問題に関する各国政府の国際協力の中心となっていった。 
7ラウンドに及ぶGATT交渉の果てに、第8ラウンドであるウルグアイ・ラウンドが1994年に終了し、GATTの替わりに世界貿易機関 (WTO) を設立することでまとまった。GATTの原則と協定は、これらを管理・拡張する任務を帯びているWTOによって適用された。